# Warczewiczella palatina
Warczewiczella palatina är en orkidéart som först beskrevs av Karlheinz Senghas, och fick sitt nu gällande namn av Robert Louis Dressler. Warczewiczella palatina ingår i släktet Warczewiczella och familjen orkidéer. Inga underarter finns listade i Catalogue of Life.